# Phosphoénolpyruvate synthétase
La phosphoénolpyruvate synthétase, ou pyruvate eau dikinase, est une phosphotransférase qui catalyse la réaction :
ATP + pyruvate + H2O  {\displaystyle \rightleftharpoons }  AMP + phosphoenolpyruvate + PI.
Cette enzyme a été caractérisée notamment à partir d'Escherichia coli.